# Jacob van Wageningen (classicus)
Jacob van Wageningen (Nijmegen, 2 februari 1864 – Groningen, 16 oktober 1923) was een Nederlands letterkundige. Hij was als hoogleraar Latijnse taal- en letterkunde verbonden aan de Rijksuniversiteit Groningen.

## Biografie
Jacob van Wageningen werd geboren op 2 februari 1864 in Nijmegen waar hij tijdens zijn jeugd onderwijs genoot. In 1882 volgde zijn inschrijving als student klassieke letteren aan de Universiteit Utrecht. Hij promoveerde aldaar in 1888 onder Cornelis Marinus Francken op een proefschrift over de Georgica van de Romeins dichter Vergilius. Na zijn wetenschappelijke promotie werd hij docent aan het gymnasium, eerst een paar maanden in Tiel en vervolgens in Groningen. In 1890 werd de Gids voor Gymnasiasten uitgegeven en in 1892 werd zijn Latijns woordenboek uitgegeven. 
Zijn benoeming tot hoogleraar Latijnse taal- en letterkunde aan de Rijksuniversiteit Groningen volgde in 1903. Datzelfde jaar hield hij zijn oratie getiteld Het karakteristieke in de Latijnsche taal en hare letterkunde. Tijdens deze rede bracht hij zijn standpunt rondom de klassieke filologie naar voren. Hij publiceerde onder andere over de satiren-dichter Persius en de dichter Manilius. In het studiejaar 1915-1916 vervulde hij de functie van rector magnificus. Bij de rectoraatsoverdracht sprak hij een rede getiteld Astrologie en haar invloed op de Romeinsche literatuur. Gedurende het jaar 1916 werd hij benoemd tot lid van de Koninklijke Nederlandse Akademie van Wetenschappen. 
In oktober 1923 kwam hij door ziekte te overlijden.

## Publicaties (selectie)
- Dissertatio litteraria inauguralis de Vergili Georgicis. Utrecht 1888 (proefschrift)
- Gids voor Gymnasiasten. Groningen 1890
- Latijnsch Woordenboek. Groningen 1892–1900
- Opstellen ter oefening in de Grieksche vormleer. Groningen 1892
- Vocabularium en alphabetische woordenlijst bij de opstellen ter oefening in de Grieksche vormleer. Groningen 1892
- Het karakteristieke in de Latijnsche taal en hare letterkunde. Groningen 1903
- Cebetis Tabula. Groningen 1903
- Album Terentianum picturas continens ex imagine phototypa Lugdunensi Terentii codd. Ambrosiani H 75 et Parisini 7899 sumptas et lithographice expressas. Groningen 1907
- Scaenica Romana. Groningen 1907
- M. Tulli Ciceronis Oratio pro Caelio. Groningen 1908
- Auli Persi Flacci Saturae. Edidit atque prolegomenis, interpretatione Belgica, commentario instruxit Jacobus van Wageningen. Groningen 1911
- M. Manilii Astronomica. Leipzig 1915
- Astrologie en haar invloed op de Romeinsche Literatuur. Groningen 1916
- De Ciceronis libro consolationis. Groningen 1916
- Seneca's leven en moraal. 1917
- Seneca’s Phaedra, met inleiding en aanteekeningen voorzien. Groningen 1918
- Commentarius in M. Manilii Astronomica. Amsterdam 1921
- M. Minucii Felicis Octavius. twee banden, Utrecht 1923